# Josef Gunkel

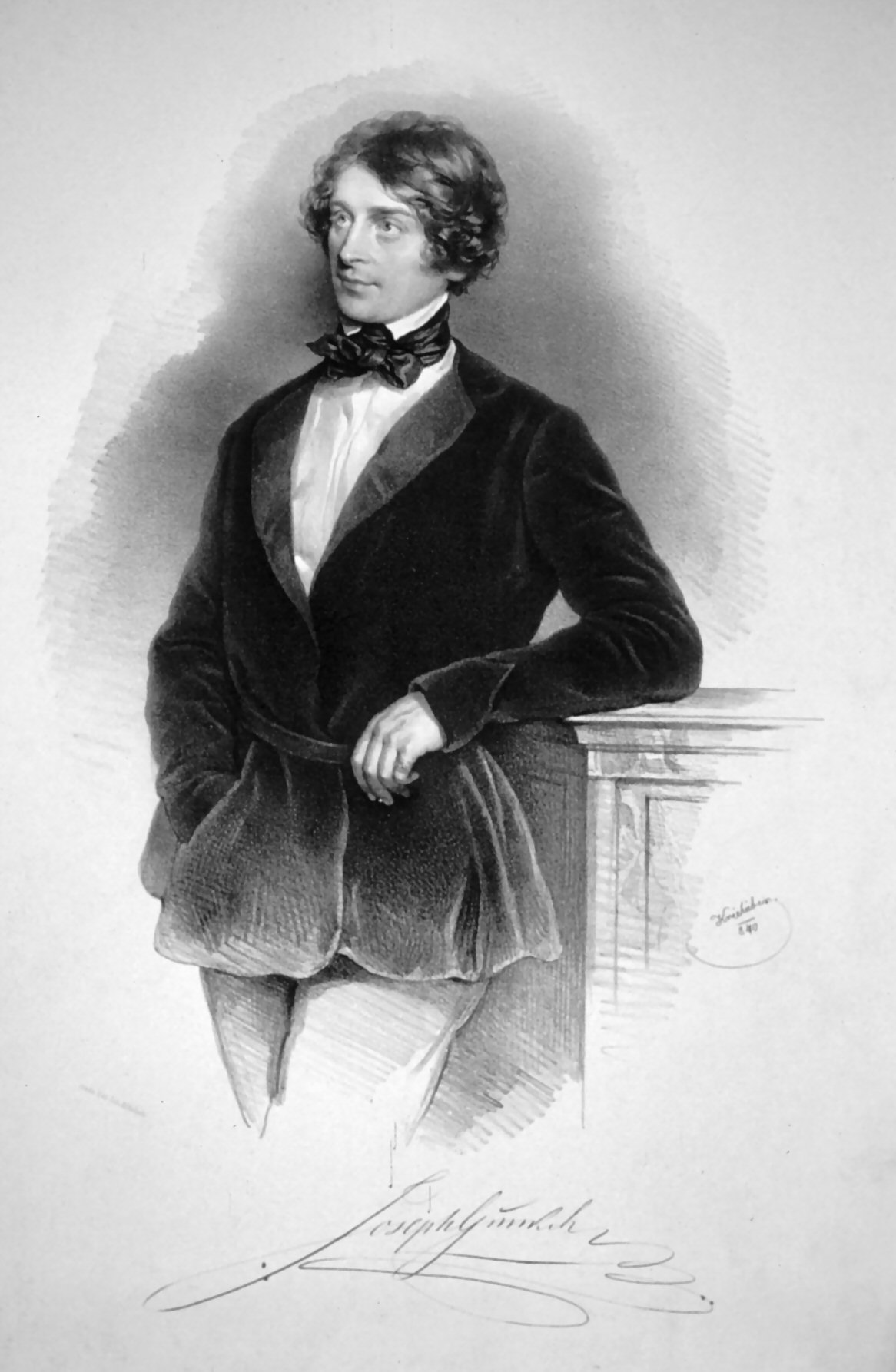
Josef Gunkel, Lithographie von Josef Kriehuber, 1840

Werbung von Theodor Gunkel & Comp., 1905

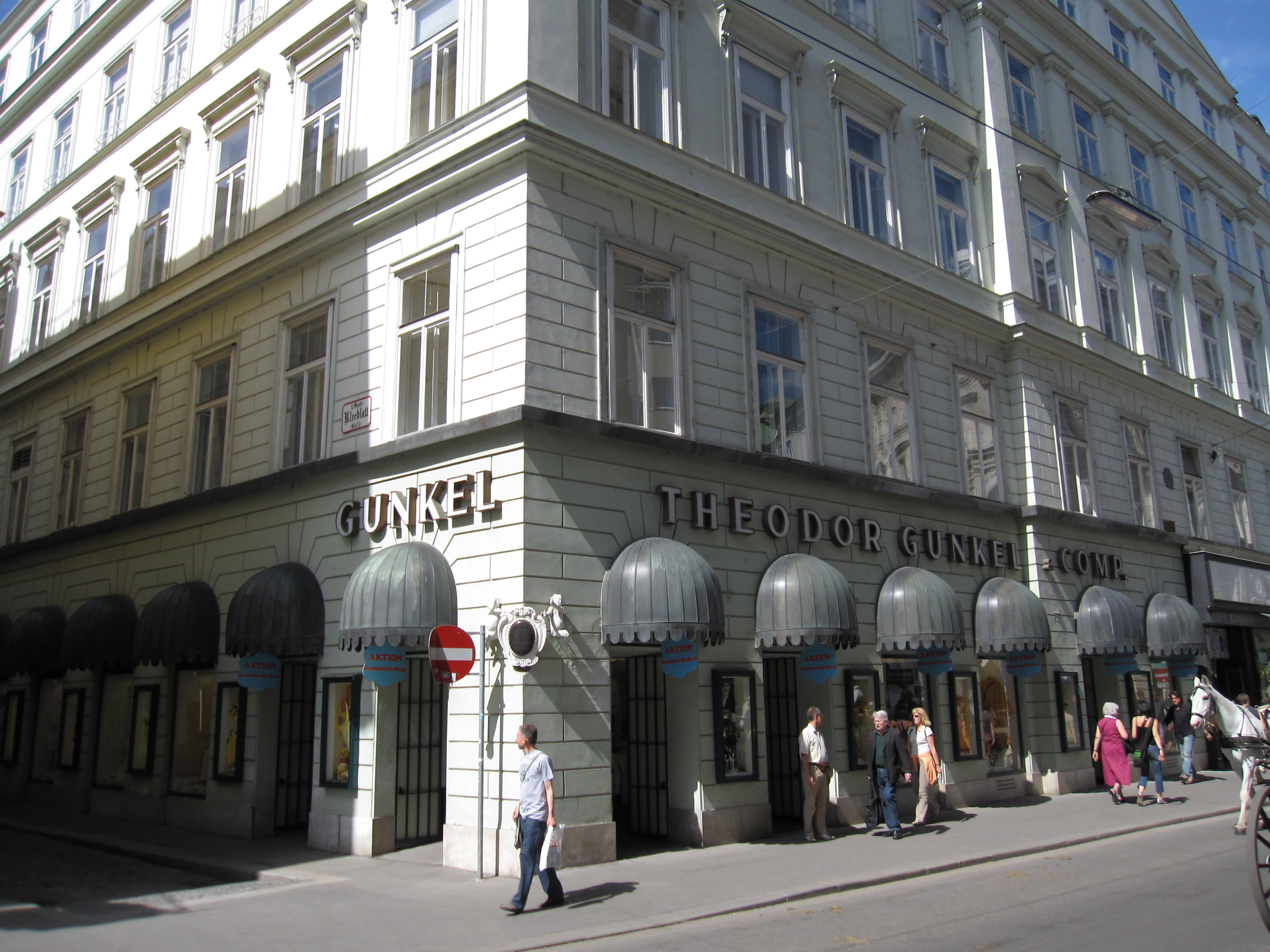
Das Geschäft Theodor Gunkel & Comp. an den Wiener Tuchlauben

Josef Gunkel (* 28. Dezember 1802 in Wien; † 2. Juli 1878 in Wien) war ein österreichischer Schneidermeister.

## Biografie
Das Unternehmen Gunkel wurde 1796 von Johann Gunkel als Leinwäschewarenhändler und Hofkleidermacher gegründet und befand sich am Wiener Graben Nr. 1144 wie auch im ungarischen Pest am Theaterplatz „beym goldenen Elefanten“. 1837 zog es in die Tuchlauben 11 in der Wiener Innenstadt um.
Sein Sohn Josef Gunkel war der vornehmste Vertreter seines Gewerbes im Wien des Biedermeiers, Schöpfer der Wiener Herrenmode und eine europäische Legende. Er beschäftigte ungefähr 80 bis 100 Leute, Meister und Gesellen. Gunkel hatte Anatomie studiert und formte Modelle aus Ton, um an ihnen zu arbeiten. Er besaß eine große Gemäldesammlung und förderte junge Maler. Man nannte ihn den Schneider der Hofräte. Auch Franz Josef I. ließ in Gunkels Atelier Zivilkleider herstellen. Selbst als Ritter des Franz-Joseph-Ordens blieb er immer noch der „bürgerliche Schneidermeister“.
Helmuth von Moltke schrieb 1835 in einem Brief an seine Mutter: „Gunkel ist die erste Notabilität unter den Kleiderfabrikanten, die sonst Schneider genannt werden.“ Auch von Johann Nestroy wird er im „Zerrissenen“ erwähnt: „Ich hab 14 Anzüg teils licht und teils dunkel. Die Frack und die Pantalon alles von Gunkel.“

## Theodor Gunkel & Comp.
Der Nachfolger wurde sein Sohn Theodor Gunkel, das Unternehmen hieß seit 1873 dementsprechend „Theodor Gunkel & Comp.“. Er führte das Geschäft als Leinen-, Bettwäsche und Ausstattungssalon weiter, welches bis heute besteht.